# Campbell (Alabama)
Campbell è una unincorporated town degli Stati Uniti d'America situata nella contea di Clarke dello stato dell'Alabama.